# Хосе Эрнандес (станция метро)
«Хосе Эрнандес» (исп. José Hernández) — станция Линии D метрополитена Буэнос-Айреса.
Станция находится на границе районов Палермо, Бельграно и Коллехиалес, на пересечении Авениды Кабильдо и улицы Виррей-дель-Пино. Станция была открыта 13 ноября 1997 года в присутствии тогдашнего главы городского правительства Фернандо де ла Руа. Первоначально станцию планировалось назвать по ближайшей «Виррей-дель-Пино», однако в итоге ей было дано имя выдающегося аргентинского поэта и журналиста Хосе Эрнандеса.
Станция украшена четырьмя фресками на керамике, являющимися репродукциями картин аргентинского художника Рауля Сольди: «В саду» (исп. En el Jardín), «Музыка» (исп. La música), «В испытании» (исп. En el ensayo) и «Влюблённые» (исп. Los amantes).

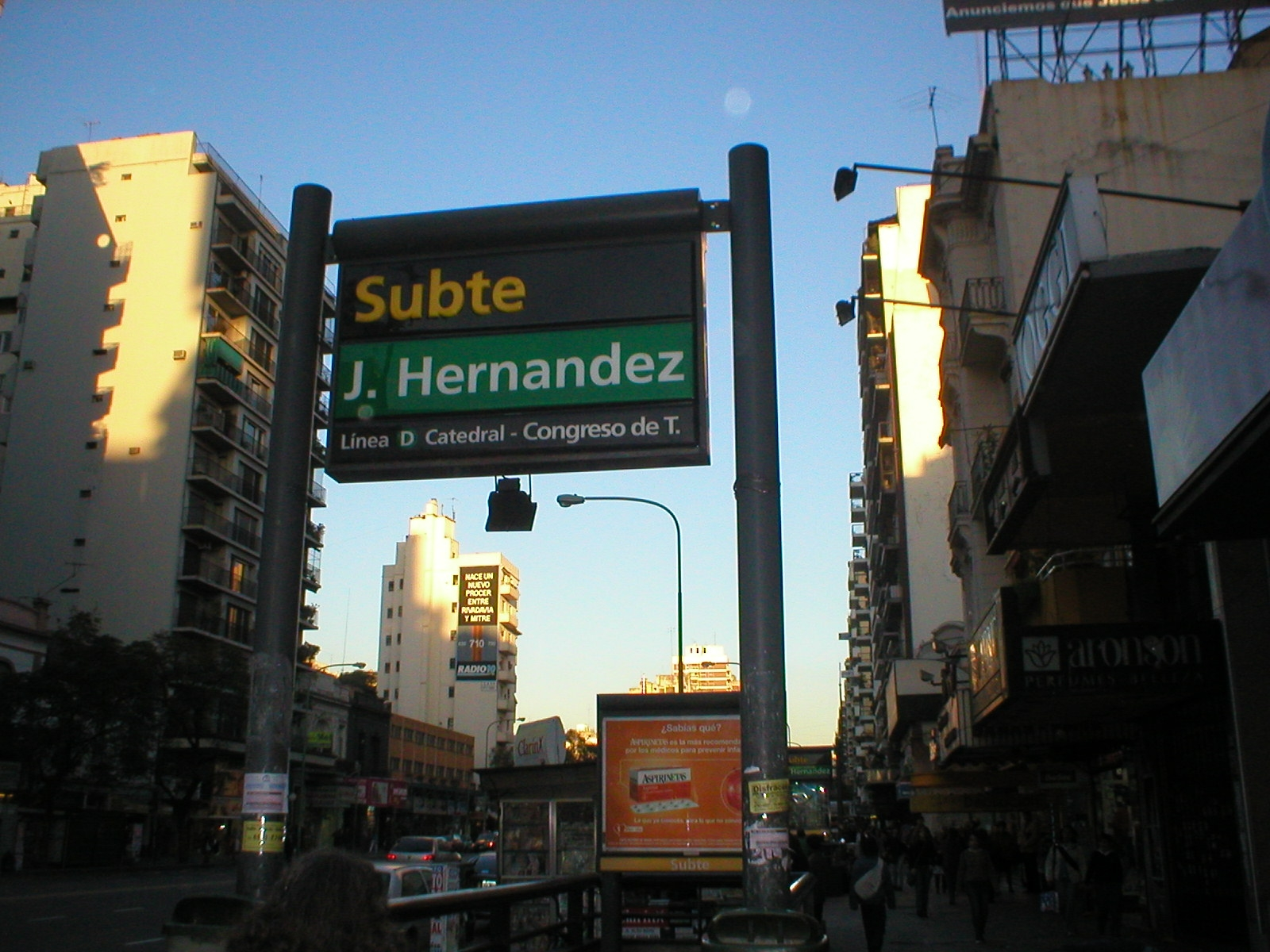